# Werner Wolf Glaser
Werner Wolf Glaser (né à Cologne (Empire allemand) le 14 avril 1910 et mort à Västerås (Suède) le 3 août 2006) est un compositeur, chef d'orchestre, pianiste, professeur de musique, critique musical et poète suédois d'origine allemande.

## Biographie
Glaser a étudié au Conservatoire de Cologne le piano, la direction d'orchestre, et la composition avec Philipp Jarnach, puis étudie l'histoire de l'art à Bonn. Il a ensuite poursuivi ses études de composition avec Paul Hindemith à Berlin, où il a également pris des cours de psychologie. Entre 1929 et 1931, il a été chef d'orchestre de l'Opéra de Chemnitz puis vient à Cologne en 1932 comme chef de chœur. Persécuté par les Nazis à cause de son ascendance juive, il fuit l'Allemagne en passant par Paris en 1933. Il va ensuite à Lyngby (en), Danemark et enseigne à la Frederiksbergs Volksmusikhochschule à Copenhague (1936-43), avant de fuir en Suède en 1943. En Suède, il dirige le Södra Västmanlands Orkesterförbund de 1944 à 1959 puis prend la direction jusqu'en 1975 de la Västerås Musikskola, où il a comme collègues Ivar Andrén et Gunnar Axén (en). Il rédige des critiques musicales dans des revues musicales et écrit également des poèmes pour le journal régional Vestmanlans Läns Tidning. Il meurt en 2006 et est enterré dans le Cimetière Juif de Stockholm.
Glaser laisse une œuvre très riche qui couvre différents genres. Son langage tonal révèle l'influence d'Hindemith, mais cependant il a développé son propre style.

## Œuvres

### Musique symphonique
- Symphonie no 1, op. 10 (1933–34)
- Symphonie no 3 (1936–40)
- Trilogie pour Orchestre no 1 (1939)
- 5 Pièces pour Orchestre (1940–42)
- Symphonie no 4 (1943)
- 2 Courtes Pièces Orchestrales (1945)
- Prélude pour Orchestre (1947)
- Symphonie no 5 (1947–49)
- Idyll, Elegy and Fanfare pour Orchestre (1954)
- Symphonie no 6 Sinfonia breve della transparenza (1955–57)
- Concerto pour Orchestre no 2 (1957)
- Sorgmusik över en flicka pour Orchestre à cordes (1957)
- Symphonie no 7 Azione tardante (1959)
- Symphonie no 8 Fyra dans-scener (Quatre Scènes de Dance) (1964)
- Concerto pour violon (1964)
- Concerto pour Orchestre no 3 Conflitti (1965–66)
- Förvandlingar (Transformations) pour Orchestre (1966)
- Paradosso I pour Orchestre à cordes (1967)
- 3 Dances Symphoniques pour Orchestre (1975)
- Symphonie no 9 (1976)
- Adagio pour cordes Ruhe und Unruhe (1977)
- Symphonie no 10 (1979–80)
- Trilogie pour Orchestre no 2 (1981)
- Symphonie  no 11 (1983)
- Nigeria (1986), suite basée sur d'anciennes sculptures nigérianes
- Thème et Variations (1987)
- Symphonie no 13 (1990)

### Musique de chambre
- Sonate pour viola and piano (1939)
- Gamle man (1943) pour voix et piano
- Dansvisa (1945) pour voix et piano
- Tranquillo pour violon (ou flûte) et alto (1946)
- Capriccio No.2 pour alto et piano (1963)
- Duo pour deux viooins (1966), enregistré par le Duo Gelland pour Nosag
- Ordo Meatus (1967) pour hautbois d'amour
- Serioso (1969) pour hautbois et clavecin
- Absurt divertimento (1974) pour soprano et quintette à vent
- Sommar (1975) pour soprano et flûte
- Sommar (Version 2, 1976) pour voix et piano
- Marsch i skrattspegel (1976) pour quintette à vent
- Per Sylvestrum (1977) pour flûte et piano
- Fågelliv (Vie d'oiseau) (1980), trois pièces pour soprano et trio à cordes
- Pensieri pour alto solo (1981)
- Fanfara per ASEA (1983) pour 3 trompettes et timbales
- Solo pour Euphonium

### Harmonie
- Concerto della Capella (1960) pour vents symphoniques et piano
- Concerto for Concert Band (1966)
- Marsch i blåsväder) (1974)
- Symphonie pour Instruments à vent (1980)
- 3 Pièces pour 11 Saxophones (1981) (2 saxophones soprano, 4 saxophones alto, 2 saxophones ténor, 2 saxophones baryton, et 1 saxophone basse)

### Musique chorale
- Der Tod ist groß (1936) pour chœur mixte
- Melankolians visor Suite (1963)
- Dagen Suite (1964)
- Årskrets (1967) pour chœur d'enfants
- Vårmosaik (1968) pour chœur mixte et quatuor à cordes

### Musique de scène
- Persefone (1960), ballet en 3 actes
- En naken kung (1971), opéra en 2 actes
- Möten (1970), opéra de chambre pour solistes vocaux, flûte, clarinette, et orchestre à cordes
- Les cinq pas de l'homme (1973), ballet

### Cantates, etmusique religieuse
- Tystnad (1966), cantate pour soprano, flûte, saxophone alto, clarinette basse, drums, gong, violon, violoncelle, et  bande magnétique
- Porten (1968), Advent cantate pour soprano and orgue
- En aftonkantat (1973), cantate pour solistes vocaux, deux chœurs mixtes, flûte, clarinette, horn, et orgue
- Meditations psalm (1972) pour voix mixtes et orgue